# Svartsoppa

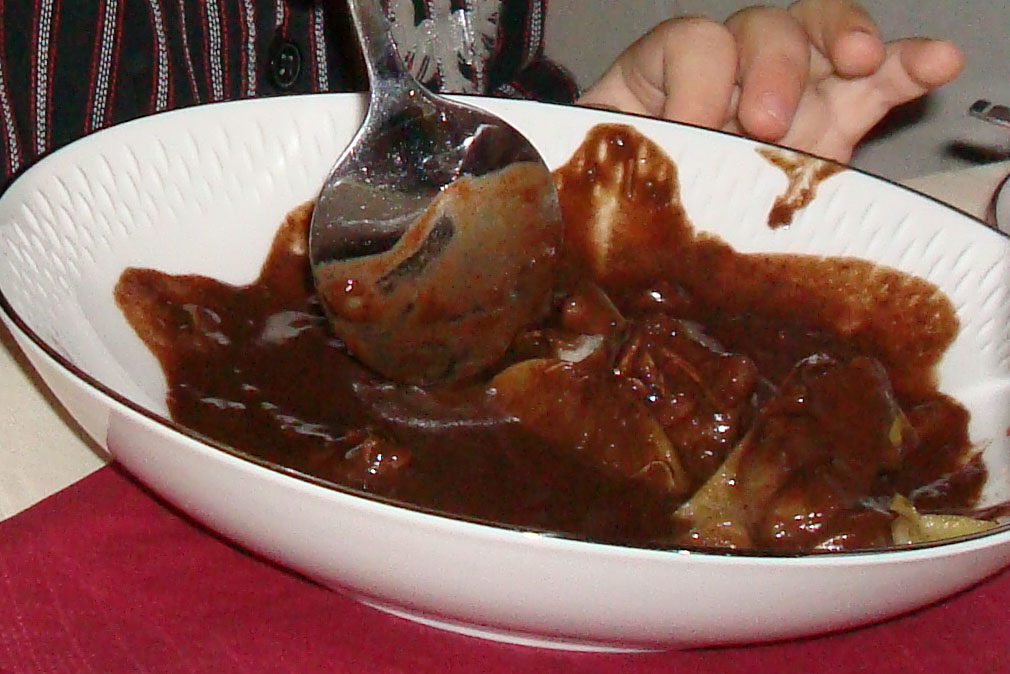
Svartsoppa.

La svartsoppa (‘sopa negra’) es un sopa consumida tradicional y principalmente en la provincia de Escania, al sur de Suecia. Su ingrediente principal es la sangre de ganso (o a veces de cerdo). Se come a menudo antes de un plato de ganso en la cena de Mårtens gås o Mårten gås el 10 de noviembre, víspera de la fiesta de San Martín. El ganso se toma tradicionalmente por esta fiesta en gran parte de Europa, por la leyenda que cuenta que este animal delató a Martín de Tours cuando se escondió para no ser obispo.